# Cerco de Iliturgi
O Cerco de Iliturgi foi realizado pelo exército cartaginês à cidade hispânica de Iliturgi, que havia recentemente passado para as mãos da República Romana. A chegada dos irmãos Cipião — Públio e Cneu Cornélio Cipião — transformou o cerco em uma derrota cartaginesa.

## Contexto histórico
Em 218 a.C., os romanos enviaram à Hispânia os dois irmãos Cipião, Cneu e Públio, que decidiram dividir entre si o comando do exército, de modo que coube a Cneu o comando da guerra por terra e Públio, a guerra marítima (216 a.C.). Seguiram-se dois anos contínuos de batalhas entre romanos e cartagineses pelo controle da Península Ibérica: a Batalha de Cissa, a Batalha do Rio Ebro e a Batalha de Dertosa.

### Casus belli
No final do período de campanhas de 215 a.C.,os dois Cipiões enviaram uma carta do Senado Romano na qual descreviam seus sucessivos sucessos na Península Ibérica, acrescentando, porém, que havia uma falta de dinheiro para pagar os soldados, suas vestimentas, alimentos e os marinheiros aliados. Ela deixava claro que, com respeito aos soldos dos soldados, ele o obteria taxando as populações iberas aliadas, mas que, para as demais despesas, o Senado teria que intervir o quanto antes, pois, caso contrário, não seria possível manter nem o exército e nem a província romana. Lida publicamente a carta, todos reconheceram a necessidade de enviar a devida ajuda para a Hispânia. A principal dificuldade estava em:
| “ | [...] quantos exércitos terrestres e marítimos deviam ser mantidos e quantas novas frotas deveriam ser mantidas se fosse movida a guerra à Macedônia. [...] de resto, um grande número de contribuintes foram reduzidos pelos grandes massacres dos exércitos em Trasimeno e Canas. Os poucos sobreviventes, se forem agravados pelos muitos estipêndios, estariam mortos por outro mal! | ” |
|   | — Lívio, Ab Urbe Condita XXIII, 48.6-8.. |   |

Foi então comunicado aos romanos a necessidade de suportar estas despesas utilizando crédito, terceirizando a cidadãos privados o fornecimento das necessidades do exército na Hispânia, com a compreensão de que eles seriam os primeiros a serem pagos tão logo o erário conseguisse o dinheiro. O contrato foi finalmente assumido por três companhias de dezenove pessoas cada, que obtiveram, pelos serviços prestados à república algumas vantagens: a isenção do serviço militar e a segurança de que risco do transporte dos suprimentos por mar estaria todo assumido pelo estado, seja em caso de naufrágio ou de captura pelo inimigo.
Quando estas provisões chegaram à Hispânia, a cidade de Iliturgi, que havia passado para o lado dos romanos, foi atacada por Asdrúbal, Magão e Aníbal (filho do almirante Bomílcar).

## Batalha
Os Cipiões, ao chegarem, passaram através dos três acampamentos cartagineses, combatendo e fazendo um grande estrago nas forças inimigas. Conseguiram, desta forma, penetrar no interior da cidade cercada com os suprimentos necessários para seus habitantes. Os romanos exortaram os cidadãos de Iliturgi a defenderem as muralhas da cidade com a mesma coragem apresentada pelos romanos. No final, ficou decidido que seria realizado um ataque decisivo ao maior dos três acampamentos inimigos, o de Asdrúbal.
Ali, os dois lados deram seu máximo esforço. De um lado, os irmãos Cipiões e, de outro, os três comandantes cartagineses, que haviam se reunido para defender sua posição. Conta Lívio que os cartagineses eram 60 000 lutando contra 16 000 romanos. No final, os romanos levaram a melhor, que conseguiram assassinar muito mais inimigos do que foram as suas baixas. Além disso, os romanos capturaram 3 000 prisioneiros entre os cartagineses, tomaram mais de 1 000 cavalos, 59 estandartes, 7 elefantes (5 dos quais foram mortos em combate) e ocuparam os três acampamentos inimigos.

## Consequências
Depois que a cidade de Iliturgi foi liberada pelos romanos, os cartagineses passaram a cercar Intibili com outras tropas vindas de sua província. Pela segunda vez, os exércitos se encontraram. Os romanos conseguiram assassinar outros 13 000 soldados cartagineses e fazer mais 2 000 prisioneiros, capturaram mais dois estandartes e 49 elefantes. Segundo Lívio, "a partir daquele momento, todas as populações da Hispânia passaram para o lado romano".
No ano seguinte, os cartagineses tentaram assediar Iliturgi novamente, pois ali ficava um presídio romano. Conta-se que Cneu Cipião, partindo para socorrer a cidade com uma legião, passou entre os dois acampamentos inimigos, fazendo grande estrago e entrou novamente em Iliturgi. No dia seguinte, ocorreu uma nova batalha, que terminou com mais 12 000 mortos entre os cartagineses. Mais de 1 000 prisioneiros e 36 estandartes foram capturados.